# Aron Warner
Aron J. Warner (Pasadena, 25 de março de 1961) é um produtor de cinema, roteirista e dublador norte-americano, mais conhecido por produzir os a franquia de filmes de animação Shrek da Dreamworks. Ele ficou conhecido como a primeira pessoa a ganhar o Oscar de Melhor Filme de Animação.

## Carreira
Warner ingressou na PDI/DreamWorks em 1997 para atuar como produtor do filme de animação Antz. Posteriormente, ele se tornou chefe da PDI/DreamWorks de 2000 a 2002. Warner ocupou anteriormente o cargo de vice-presidente de produção na Twentieth Century Fox, onde supervisionou a produção de filmes como Independence Day, The Ice Storm, The Crucible, Alien Resurrection e Titanic .
Warner começou sua carreira como produtor do filme de terror Freddy's Dead: The Final Nightmare. Mais tarde, ele foi o produtor executivo do filme Tank Girl, também dirigido por Rachel Talalay. Além disso, ele atuou como supervisor da produção do filme True Lies, de James Cameron.

## Filmografia

### Filme
| Ano  | Título                                          | Papel    | Notas                      |
| ---- | ----------------------------------------------- | -------- | -------------------------- |
| 1984 | Choose Me                                       |          |                            |
| 1985 | Ghoulies                                        |          |                            |
| 1985 | Trancers                                        |          |                            |
| 1988 | Hairspray                                       |          | produtor                   |
| 1989 | Powwow Highway                                  |          |                            |
| 1989 | Twister                                         |          |                            |
| 1990 | Wild at Heart                                   |          |                            |
| 1990 | Men of Respect                                  |          |                            |
| 1991 | Highlander II: The Quickening                   |          | produtor                   |
| 1991 | Freddy's Dead: The Final Nightmare              |          | produtor                   |
| 1993 | Red Rock West                                   |          | produtor                   |
| 1993 | Suture                                          |          | agradecimentos especiais   |
| 1993 | Ghost in the Machine                            |          | produtor                   |
| 1994 | True Lies                                       |          | produtor executivo         |
| 1995 | Tank Girl                                       |          | produtor executivo         |
| 1996 | Independence Day                                |          | supervisor                 |
| 1996 | The Crucible                                    |          | supervisor                 |
| 1997 | The Ice Storm                                   |          | supervisor                 |
| 1997 | Alien Resurrection                              |          | supervisor                 |
| 1998 | Antz                                            |          | produtor                   |
| 2001 | The Deep End                                    |          | agradecimentos especiais   |
| 2001 | Shrek                                           | Lobo Mau | produtor                   |
| 2001 | A.I.: Artificial Intelligence                   |          | visual effects studio head |
| 2002 | Minority Report                                 |          | visual effects studio head |
| 2004 | Shrek 2                                         | Lobo Mau | produtor, roteirista       |
| 2007 | Shrek the Third                                 | Lobo Mau | produtor, roteirista       |
| 2010 | Shrek Forever After                             | Lobo Mau | produtor executivo         |
| 2011 | Puss in Boots                                   |          | agradecimentos especiais   |
| 2012 | Cirque du Soleil: Worlds Away                   |          | produtor                   |
| 2013 | Free Birds                                      |          | produtor executivo         |
| 2014 | The Book of Life                                | Thomas   | produtor executivo         |
| 2019 | The Angry Birds Movie 2                         |          | produtor executivo         |
| 2021 | Wish Dragon                                     |          | produtor                   |
| 2025 | KPop Demon Hunters                              |          | produtor                   |
| 2026 | Zsazsa Zaturnnah vs the Amazonistas of Planet X |          | produtor                   |
| TBA  | Alebrijes                                       |          | produtor                   |

### Televisão
| Ano  | Título           | Papel    | Notas                    |
| ---- | ---------------- | -------- | ------------------------ |
| 2007 | Shrek the Halls  | Lobo Mau | produtor executivo       |
| 2010 | Scared Shrekless | Lobo Mau | agradecimentos especiais |